# Accanto a te
Accanto a te è un singolo del cantante italiano Alberto Urso, scritto da Giordana Angi e pubblicato il 20 maggio 2019 come secondo estratto del primo album in studio Solo.

## Tracce
1. Accanto a te – 3:45